# جورج كيسر
جورج كيسر هو سياسي أمريكي، ولد في 22 فبراير 1946. نشط حزبياً في الحزب الجمهوري.